# Heinz Schlötermann
Heinz Schlötermann (* 14. Juni 1913 in Lüdenscheid; † 27. Februar 1985 in Mannheim) war ein deutscher Autor und Prediger der Freireligiösen Landesgemeinde Baden (Freireligiöse Bewegung).

## Leben und Wirken
Heinz Schlötermann studierte an den Universitäten Köln, Berlin und Jena Philosophie, Theologie und Theaterwissenschaft und promovierte 1938 in Jena. Im Zweiten Weltkrieg war er Soldat. 1946 gründete er die Volkshochschule Lüdenscheid, an der er als Dozent bis 1951 tätig war. 1951 arbeitete er als  Landesprediger in der Freireligiösen Landesgemeinde Niedersachsen, von 1952 bis 1973 in der Freireligiösen Landesgemeinde Baden. In der dieser Zeit war er Lehrbeauftragter für Religionskunde an den Pädagogischen Hochschulen Heidelberg und Karlsruhe, Redakteur der Monatsschrift für religiöse Selbstbestimmung (vormals: Der Freireligiöse) von 1957 bis 1973 sowie Mitarbeiter im Weltbund für religiöse Freiheit (IARF). Auf dem 21. IARF-Kongress 1972 wurde er  zu ihrem Vizepräsidenten gewählt. Er unternahm in dieser Eigenschaft Vortragsreisen in Indien, Japan und den USA in den Gemeinden der Unitarian Universalist Association (UUA).

## Veröffentlichungen
- Das deutsche Weltkriegsdrama 1919–1937. Eine wertkritische Analyse, 1939
- Einführung in die Philosophie in Gesprächen. 3 Bde. Meisenheim/Glan 1947/48
- Vom göttlichen Urgrund. Acht Gespräche über das Christentum von Meister Eckhart bis Berdiajew. Hamburg 1950
- Die Kunst im Banner der Philosophie. In: Studia philosophica: Schweizerische Zeitschrift für Philosophie, Bd. 10, 1950, S. 118–133 (archiviert in E-Periodica der ETH Zürich).
- Vom Leben und Wesen der freireligiösen Gemeinschaft. 1952
- Die Religionen der Völker. Mannheim 1954
- Mystik in den Religionen der Völker. E. Reinhardt, München und Basel 1958
- Bekenntnis zu Goethe. Drei Vorträge. Mannheim 1963
- Rainer Maria Rilke. Versuch einer Wesensdeutung. E. Reinhardt, München und Basel 1966
- Ostasiatische Religiosität. Berichte über Studienreisen in Indien u. Japan. Freireligiöse Verlagsbuchhandlung, Mannheim 1983, ISBN 978-3-920347-20-2